# 大明会典
《大明会典》是明朝的法律之一。始制於明太祖洪武二十六年（1393年），至神宗万历十五年（1587年）2月成書。歷時195年始成。

## 纂定沿革
洪武二十六年（1393年），明太祖仿《唐六典》的体例而制定。明孝宗弘治十年（1497年），以历代典制散见于竹册卷牍之间，百司难以查阅；故敕儒臣分馆编辑，至弘治十五年成书。武宗正德年间重校刊行，神宗万历四年（1576年）重修，至十五年（1587年）2月成书，称《重修会典》，共228卷。但万历本流传甚少，清初四库馆臣未见到万历《会典》。
《大明会典》以六部官职为纲，分述各行政机构的职掌和实例。在每一官职之下，先记载有关的律令，再载事例，若无适当的律令，则只载事例。从其内容、性质、作用来看，是调整国家各级机关权力职责的行政法典。